# NK Brotnjo Čitluk
Nogometni Klub Brotnjo Čitluk je fotbalový klub z Bosny a Hercegoviny. Založen byl roku 1955. Sídlí ve městě Čitluk v Hercegovině, jehož obyvatelstvo je z 98 procent chorvatské, proto je chorvatská symbolika i ve znaku klubu. Jednou vyhrál play-off ligy Federace Bosny a Hercegoviny (2000) a jednou získal regionální bosenský pohár (1999). Tyto dva úspěchy mu zajistily rovněž dva starty v evropských pohárech. V Lize mistrů 2000/01 vypadl v předkole s FBK Kaunas, v Poháru UEFA 2001/02	rovněž v předkole s Vikingem Stavanger.